# Základní vojenský výcvik

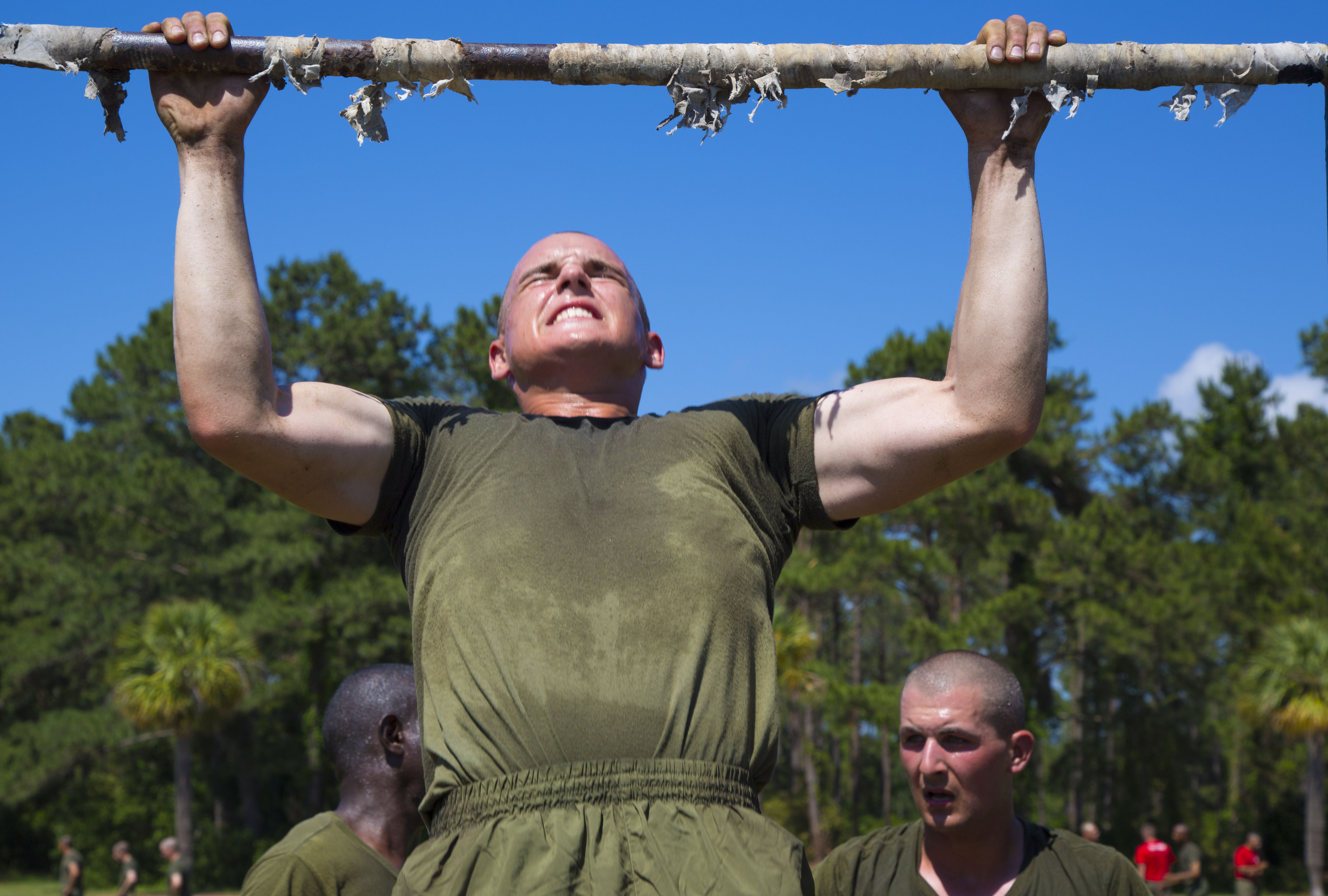
Branci Námořní pěchoty USA při základním výcviku

Základní vojenský výcvik (slangově nazývaný přijímač) je úvodní výcvik, kterým prochází nově odvedení či
naverbovaní příslušníci ozbrojených sil. Úkolem základního výcviku je naučit rekruty základní znalosti a dovednosti nutné pro výkon vojenské služby. Jedná se zpravidla o intenzivní výcvik, fyzicky a psychicky náročný, po jehož absolvování se z civilisty stává voják, obvykle po složení vojenské přísahy.

## Průběh výcviku
Základní vojenský výcvik je intenzivní program trvající několik týdnů či měsíců, zaměřený na přípravu nově přijatých vojáků na život v ozbrojených silách. Cílem výcviku je naučit vojáky dodržovat základní vojenské řády, efektivně používat zbraně, pohybovat se na bojišti, poskytovat první pomoc a orientovat se v terénu. Kromě praktických dovedností se vojáci seznámí se svými právy a povinnostmi, pravidly bezpečnosti, a způsoby komunikace, což vše přispívá k jejich resocializaci do vojenské kultury. V rámci výcviku se potlačuje jejich individualita, aby se přizpůsobili vojenským normám a pracovním týmům, a zkušenosti ze stresových situací a kolektivního trestání posilují jejich schopnost fungovat jako jednotka. Po absolvování výcviku absolvují vojáci slavnostní ceremoniál spojený se složením přísahy, který potvrzuje jejich přijetí do služby a umožňuje jim postoupit k dalšímu školení.

## Příklady

### Česká republika
V ozbrojených silách České republiky se základní výcvik oficiálně nazývá kurz základní přípravy a probíhá ve Vojenské akademii ve Vyškově. Kurzů je několik typů, které se liší svou délkou i obsahem:
| Typ kurzu                                       | Délka           | Délka             | Délka |
| Typ kurzu                                       | výcvikových dní | výcvikových hodin | rozvržení |
| ----------------------------------------------- | --------------- | ----------------- | --- |
| Základní příprava                               | 31              | 240               | - 11 dnů nepřetržitého vojenského výcviku (NVV) - 3 dny volna za NVV - 4 dny NVV - 3 dny volna za NVV mimo posádku - 4 dny NVV - 3 dny volna za NVV mimo posádku - 4 dny NVV - 3 dny volna za NVV mimo posádku - 8 dnů NVV - 1 den etický seminář - 1 den zkouška z anglického jazyka dle normy stanag - 14 dnů volna za NVV a řádné dovolené mimo posádku |
| Základní příprava studentů Univerzity obrany    | 31              | 240               | - 11 dnů nepřetržitého vojenského výcviku (NVV) - 3 dny volna za NVV - 4 dny NVV - 3 dny volna za NVV mimo posádku - 4 dny NVV - 3 dny volna za NVV mimo posádku - 4 dny NVV - 3 dny volna za NVV mimo posádku - 8 dnů NVV - 1 den etický seminář - 1 den zkouška z anglického jazyka dle normy stanag - 14 dnů volna za NVV a řádné dovolené mimo posádku |
| Základní příprava – aktivní zálohy              | 22              | 240               | - 11 dnů nepřetržitého vojenského výcviku (NVV) - 3 dny volna za NVV - 11 dnů NVV - 7 dnů volna za NVV |
| Základní příprava – dobrovolné vojenské cvičení | 22              | 240               | - 11 dnů nepřetržitého vojenského výcviku (NVV) - 3 dny volna za NVV - 11 dnů NVV - 7 dnů volna za NVV |
| Základní příprava – specialista aktivní zálohy  | 11              | 120               | - 11 dnů nepřetržitého vojenského výcviku (NVV) - 5 dnů volna za NVV |

### Spojené státy americké
V ozbrojených silách Spojených států amerických se pro základní výcvik používá označení military recruit training, případně basic training nebo boot camp. V každé ze složek ozbrojených sil je oficiální název základního kurzu jiný, stejně jako délka:
| Složka          | Název kurzu             | Délka     |
| --------------- | ----------------------- | --------- |
| Armáda          | Basic combat training   | 10 týdnů  |
| Námořnictvo     | Recruit training        | 10 týdnů  |
| Námořní pěchota | Recruit training        | 13 týdnů  |
| Pobřežní stráž  | Recruit training        | 8 týdnů   |
| Letectvo        | Basic military training | 7,5 týdne |
| Vesmírné síly   | Basic military training | 7,5 týdne |